# Elatostema kupeiense
Elatostema kupeiense är en nässelväxtart som beskrevs av Perry. Elatostema kupeiense ingår i släktet Elatostema och familjen nässelväxter. Inga underarter finns listade i Catalogue of Life.